# Поль Топінар
Поль Топінар (фр. Paul Topinard; 4 листопада 1830 — 20 грудня 1911) — французький медик, антрополог і редактор; генеральний секретар антропологічного товариства Парижа, офіцер ордена Почесного легіону.

## Біографія
Поль Топінар народився 4 листопада 1830 року в містечку Л'Іль-Адам. Вивчав медицину і займався медичною практикою, але з 1871 року, незабаром після отримання звання доктора медицини, вирішив присвятити себе вивченню антропології і став працювати під керівництвом Поля Брока. Багато уваги приділяв расовим класифікаціям.
Топінар складався професором антропологічної школи, Генеральним секретарем антропологічного товариства Парижа і редактором журналу «Revue d'antropologie».
Поль Топінар помер 20 грудня 1911 року в місті Парижі і був похований на кладовищі Пер-Лашез.

## Нагороди
- Орден Почесного легіону
- Орден Почесного легіону